# Ośrodek Szkolenia Poligonowego Wojsk Lądowych – Nowa Dęba
Ośrodek Szkolenia Poligonowego Wojsk Lądowych w Nowej Dębie im. płk. Jana Szypowskiego „Leśnika” (OSPWL Nowa Dęba) – poligon wojsk lądowych znajdujący się na obrzeżach miasta Nowa Dęba. Powstał w latach 30 XX w. i jest użytkowany przez wojsko do dziś. Odbywają się na nim ćwiczenia oddziałów Wojska Polskiego i ćwiczenia międzynarodowe.

## Historia

### 20 lecie międzywojenne
Początki poligonu wojskowego Nowa Dęba sięgają lat 30. XX w., kiedy wraz z rozwojem Wojska Polskiego i pojawianiem się nowych rodzajów broni, zwłaszcza artyleryjskiej, przestały wystarczać dotychczasowe place ćwiczeń w poszczególnych garnizonach. W tej sytuacji Ministerstwo Spraw Wojskowych zaczęło rozpatrywać możliwość zakupu nieużytków w celu stworzenia poligonu dla jednostek stacjonujących w Polsce południowo-wschodniej.
Szczególną uwagę zwrócono na tereny należące do hrabiego Tarnowskiego z Dzikowa, posiadające bardzo dogodne położenie względem powstającego Centralnego Okręgu Przemysłowego. Bardzo szybko jednak wykupiony teren okazał się za mały i już w 1936 roku skarb państwa wykupił dalszych 5212 ha. Obszar ten przeznaczono na prowadzenie podstawowych strzelań artyleryjskich jednostek armii.

### II wojna światowa
W okresie okupacji niemieckiej, wiosną 1940 poligon wraz z powstałą w 1936 roku Wytwórnią Amunicji Nr 3 został przejęty przez Wehrmacht i jako „Plac Ćwiczeń Południe” był wykorzystywany do przygotowań do realizacji planu Barbarossa przez armię generała von Paulusa. Przy poligonie znacznym nakładem sił i środków powstało wzorcowe gospodarstwo rolne niemieckiego kolonizatora, mające służyć celom propagandowym.

### Okres powojenny
Pierwszym powojennym komendantem poligonu – Jednostki Wojskowej 1973 Dęba mianowany został kpt. Józef Cebula, który przejął tereny poligonu wraz z infrastrukturą pod zarząd ludowego Wojska Polskiego. Z uwagi na potrzebę zapewnienia bezpieczeństwa w listopadzie 1945 rozpoczęto poszerzanie granic poligonu. W czerwcu 1946 roku Ministerstwo Leśnictwa wyraziło zgodę na poszerzenie granic poligonu artyleryjskiego, przekazując w użytkowanie wojska ponad 16 tysięcy hektarów znajdujących się w Administracji Lasów Państwowych.
W lutym 1946 roku do komendy poligonu przybyli pierwsi żołnierze (9 zawodowych i 9 zasadniczej służby wojskowej), którzy przystąpili do przygotowania poligonu na przyjęcie ćwiczących oddziałów. W tym okresie rozpoczęto budowę obiektów dla potrzeb wojska. Dopiero w maju 1947 roku dowództwo okręgu powiększyło obsadę do 30 żołnierzy.
W tym czasie obowiązywała następująca struktura organizacyjna:
- dowództwo poligonu artyleryjskiego
- kancelaria
- szef komendy poligonu:
  - drużyna zwiadu
  - drużyna łączności
  - drużyna gospodarcza
  - drużyna transportowa

W następnych latach struktura organizacyjna ulegała modyfikacjom i rozbudowie.
Pierwszą przybyłą na poligon jednostką wojskową był 87 pułk artylerii haubic, który zimą 1946 roku przeprowadził sezonowe szkolenie artyleryjskie.
W 1951 Okręgowy Poligon Artylerii Nr 5 otrzymał nowy etat, który obowiązywał do 22 maja 1967 roku, kiedy dotychczasową nazwę zmieniono na Ośrodek Szkolenia Poligonowego Wojsk Lądowych Dęba. Nowa nazwa obowiązuje do dziś.
Poligon Dęba był do lat 50. wykorzystywany głównie do strzelań artyleryjskich, a w późniejszym okresie również do ćwiczeń innych rodzajów wojsk łącznie z ostrym strzelaniem artylerii i czołgów. Obsługę strzelań zapewniano przy pomocy siły ludzkiej oraz koni. Dopiero na przełomie lat 60. zaczęto używać ciągarki mechaniczne i podnośniki tarczowe zasilane z akumulatorów. Przełom lat 70. i 80. to ciągła modernizacja bazy szkoleniowej oraz pozyskanie urządzeń do prowadzenia ćwiczeń taktycznych i pozorowania pola walki.
W 1975 roku po kilku latach budowy oddano do eksploatacji bojową strzelnicę czołgową, a w latach 80. rozpoczęto budowę innych obiektów poligonowych. Poprawiano także infrastrukturę poligonu (głównie drogi i przepusty).
22 grudnia 2004 minister obrony narodowej decyzją nr 398/MON/PSSS nadał Ośrodkowi Szkolenia Poligonowego Wojsk Lądowych w Nowej Dębie imię patrona – płk. Jana Szypowskiego „Leśnika”.
Święto Ośrodka ustalono na dzień 1 lipca.

## Oznaka rozpoznawcza
12 lutego 2014 Minister Obrony Narodowej decyzją Nr 33/MON zatwierdził wzór oznaki rozpoznawczej w dwóch wersjach: do munduru galowego (wyjściowego) i polowego:
Oznaka na mundur wyjściowy
Oznaka na mundur wyjściowy nawiązuje do barw granatowego munduru piechoty wprowadzonego przez Komisję Wojskową Obojga Narodów zarządzeniem z 17 lipca 1789 r. i 11 marca 1791 r. Oznaka ma kształt koła o średnicy 70 mm. Obrzeże haftowane srebrną nicią. Na granatowym tle znajduje się celownik w kolorze srebrnym. Na pierwszym planie wyeksponowane jest stylizowane drzewo dębu o brązowym pniu i konarach, trzech zielonych liściach i czterech żołędziach.
Oznaka na mundur polowy
Oznaka na mundur polowy różni się tylko kolorem tła khaki oraz obrzeżem haftowanym czarną nicią. Natomiast obrzeże i gałęzie dębu haftowane jest zielono-żółtą nicią.